# جواكيم غوميز
جواكيم غوميز مواليد 23 ديسمبر 1980 في لواندا، هو لاعب كرة سلة أنغولي. بدأ مسيرته الاحترافية في سنة 1998. يحمل الرقم 10. مثّل منتخب بلاده. شارك في دورة الألعاب الأولمبية الصيفية سنة 2004. حقق المركز الأول في بطولة أمم أفريقيا لكرة السلة 2005.

## سجل المنافسة
شارك في المنافسات التالية:
- كأس العالم لكرة السلة 2014
- الألعاب الأولمبية الصيفية 2004
- الألعاب الأولمبية الصيفية 2008

## روابط خارجية
- جواكيم غوميز على موقع الاتحاد الدولي لكرة السلة (الإنجليزية)
- جواكيم غوميز على موقع كرة السلة الأوروبية.كوم (الإنجليزية)
- جواكيم غوميز على موقع كلية كرة السلة في سبورتس رفرنس.كوم (الإنجليزية)
- جواكيم غوميز على موقع ريلجم (الإنجليزية)
- جواكيم غوميز على موقع بروبوليرز (الإنجليزية)
- جواكيم غوميز على موقع سبورتس رفرنس (الإنجليزية)
- جواكيم غوميز على موقع أوليمبيديا (الإنجليزية)